# کاریز کهندل
 کاریز کندل  یا (کاریز کهندل)، روستایی است از توابع بخش جنت اباد شهرستان صالح اباد در استان خراسان رضوی.
این روستا در دهستان استای قرار دارد و بر اساس سرشماری سال ۱۳۸۵ جمعیت آن (۳۳۸خانوار) ۱٫۸۹۳نفر 
بوده‌است.